# Seriaster regularis
Seriaster regularis är en sjöstjärneart som beskrevs av Jacques Jangoux 1984. Seriaster regularis ingår i släktet Seriaster och familjen solsjöstjärnor.
Artens utbredningsområde är Nya Kaledonien. Inga underarter finns listade i Catalogue of Life.